# Osterflierich
Osterflierich ist ein bis heute ländlich geprägter Ortsteil der westfälischen Stadt Hamm.

## Geographie

### Lage
Osterflierich liegt im Süden der Stadt Hamm.

### Gliederung
Zu Osterflierich gehören die Siedlungen Kump (im Südosten), Pedinghausen (im Südwesten), Drechen (zentral), Bänkerheide (im Nordwesten) und Opsen (im Nordosten). Einen Siedlungsschwerpunkt mit dem Namen Osterflierich gibt es nicht.

### Nachbargemeinden
Osterflierich grenzte im Jahr 1967 im Uhrzeigersinn im Norden beginnend an die Gemeinden Freiske, Rhynern und Allen (alle heute zu Hamm), Hilbeck (zu Werl), Hemmerde (zu Unna) sowie Flierich und Osterbönen (beide zu Bönen).

## Geschichte
Osterflierich wurde erstmals urkundlich von 1313 bis 1338 als Ostervlerike erwähnt.
Osterflierich gehörte im Spätmittelalter und der Frühen Neuzeit in eigener Bauerschaft (Oisterbuyrschap) im Kirchspiel Flierich und Amt Hamm zur Grafschaft Mark. Laut dem Schatzbuch der Grafschaft Mark von 1486 hatten die 23 Steuerpflichtigen in der Bauerschaft zwischen 1 oirt und 6 Goldgulden an Abgabe zu leisten. Im Jahr 1705 waren in der vergrößerten Bauerschaft Osterflirich 44 Steuerpflichtige mit Abgaben an die Rentei Hamm im Kataster verzeichnet. Größte Steuerzahler waren Schultz zu Drechen und Schulte zum Kumpe.
Im 19. Jahrhundert gehörte Osterflierich bei der Errichtung der Ämter in der preußischen Provinz Westfalen zum Amt Rhynern im Kreis Hamm. Im Jahr 1885 gab es in der Landgemeinde Osterflierich auf 967 ha Fläche, davon 750 ha Ackerland, 18 ha Wiesen, 85 ha Holzungen, 4 Wohnplätze, 114 Wohnhäuser mit 117 Haushaltungen und 664 Einwohner.
Anlässlich der Auskreisung der Stadt Hamm am 1. April 1901 wurde aus dem Kreis der Landkreis Hamm. Nach einer Gebietserweiterung im Jahr 1929 wurde dieser im Oktober 1930 in Kreis Unna umbenannt.
Am 1. Januar 1968 wurden die Gemeinden Allen, Freiske, Hilbeck, Osterflierich, Osttünnen, Rhynern, Süddinker und Wambeln zur neuen Gemeinde Rhynern zusammengeschlossen. Diese blieb jedoch nur bis zum 31. Dezember 1974 bestehen, am folgenden Tag wurde sie aufgeteilt: Osterflierich wechselte mit dem Hauptteil dieser Gemeinde (6187 Einwohner, die auf 44,79 km² wohnten) in die kreisfreie Stadt Hamm. Der Ortsteil Hilbeck (9,96 km² mit 856 Einwohnern) wurde nach Werl im Kreis Soest umgegliedert.

## Einwohnerentwicklung
| Jahr | Einwohner |
| ---- | --------- |
| 1849 | 671       |
| 1910 | 707       |
| 1931 | 734       |
| 1956 | 904       |
| 1961 | 741       |

## Verkehr

### Straßen
Die Landesstraße L 663 verbindet Osterflierich im Westen mit Flierich, Heeren-Werve und Kamen, im Osten mit der Bundesstraße B 63.
Die Kreisstraße K 3 führt zur Hammer Innenstadt. Die Kreisstraße K 43 verbindet Osterflierich im Westen mit der Landesstraße L 667, die nach Bönen führt, und im Osten mit der Bundesstraße B 63 bei Rhynern.

### Öffentlicher Personennahverkehr
Osterflierich wird von der Regionallinie R 41 der Verkehrsgemeinschaft Ruhr-Lippe bedient (Haltestellen Opsen, Zehntgarbenweg und Kump). Sie verbindet den Ort auf der Bundesstraße B 63 mit Hamm und Werl.